# Michelle Clunie
Michelle Renee Clunie(nascida em 7 de novembro, 1969) é uma atriz de televisão e teatro estadunidense. Ela é talvez mais conhecido por seus papéis como Melanie Marcus em Queer as Folk e como Ellen Beals em Make It or Break It.

## Vida e carreira
Clunie nasceu em Portland, Oregon. Ela frequentou a Academia de Ballet profissional antes de se mudar para Los Angeles para prosseguir com a carreira de atriz. Em 1996, ela forneceu a voz para Grace Swanson no jogo de video game Eraser - Turnabout.
Ao longo dos anos, Clunie apareceu em Jason Goes to Hell: The Final Friday e The Usual Suspects. Ela também fez aparições em vários programas de televisão, incluindo JAG, Judging Amy, ER, Boy Meets World, Diagnosis Murder, House MD, Without a Trace, Make It or Break It e CSI. Clunie fez turnê em Os Monólogos da Vagina  Ela também trabalhou em Los Angeles e produziu e estrelou a peça original A Comedy of Eros pelo qual recebeu o Prêmio Drama-Logue de Melhor Atriz.

## Filmografia
| Ano       | Nome                                 | Personagens                  | Notas          |
| --------- | ------------------------------------ | ---------------------------- | -------------- |
| 1993      | Jason Goes to Hell: The Final Friday | Deborah - Dark-haired Camper |                |
| 1993      | Sunset Strip                         | Jonesy                       |                |
| 1995      | The Usual Suspects                   | Sketch Artist                |                |
| 1996      | The Jeff Foxworthy Show              | DeeDee Landrow               | 5 episodes     |
| 1996      | ER                                   | Gretchen                     | 1 episode      |
| 1998      | The Tony Danza Show                  | Maggie                       | 1 episode      |
| 1999      | Lost & Found                         | Gail                         |                |
| 1999      | V.I.P.                               | Mary Tepsin                  | 1 episode      |
| 2000      | Diagnosis: Murder                    | Maeve Michaels               | 1 episode      |
| 2000      | Battery Park                         | Mrs. Fleishman               | 1 episode      |
| 2000–2005 | Queer as Folk                        | Melanie Marcus               | 83 episodes    |
| 2002      | Judging Amy                          | Nancy                        |                |
| 2005      | The Unseen                           | Kathleen                     |                |
| 2006      | House M.D                            | Judy                         | 1 episode      |
| 2006      | Without a Trace                      | Cindy Peterson               | 1 episode      |
| 2007      | The Closer                           | Dr. Leonard                  | 1 episode      |
| 2008      | Solar flare                          | Jamie                        |                |
| 2008      | Leaving Barstow                      | Sandra                       |                |
| 2009      | CSI: Crime Scene Investigation       | Paulla Kingsley              | 1 episode      |
| 2010      | The Mentalist                        | Tara Harrington              | 1 episode      |
| 2010–2011 | Make It or Break It                  | Ellen Beals                  | Recurring role |
| 2010      | Lie to Me                            | Jane Prescott                | 1 episode      |
| 2011      | Detroit 1-8-7                        | Alex Bergman                 | 1 episode      |
| 2011      | In Plain Sight                       | Sage Lorne/Britt Parnell     | 1 episode      |
| 2012      | Magic Mike                           | Dallas' Girl                 |                |
| 2013      | NCIS                                 | Meredith Dunn                | 1 episode      |

### Ligações Externas
- Michelle Clunie. no IMDb.